# 1282 Utopia
Az 1282 Utopia (ideiglenes jelöléssel 1933 QM1) a Naprendszer kisbolygóövében található aszteroida. Cyril V. Jackson fedezte fel 1933. augusztus 17-én, Johannesburgban.